# Horizon (trou noir)

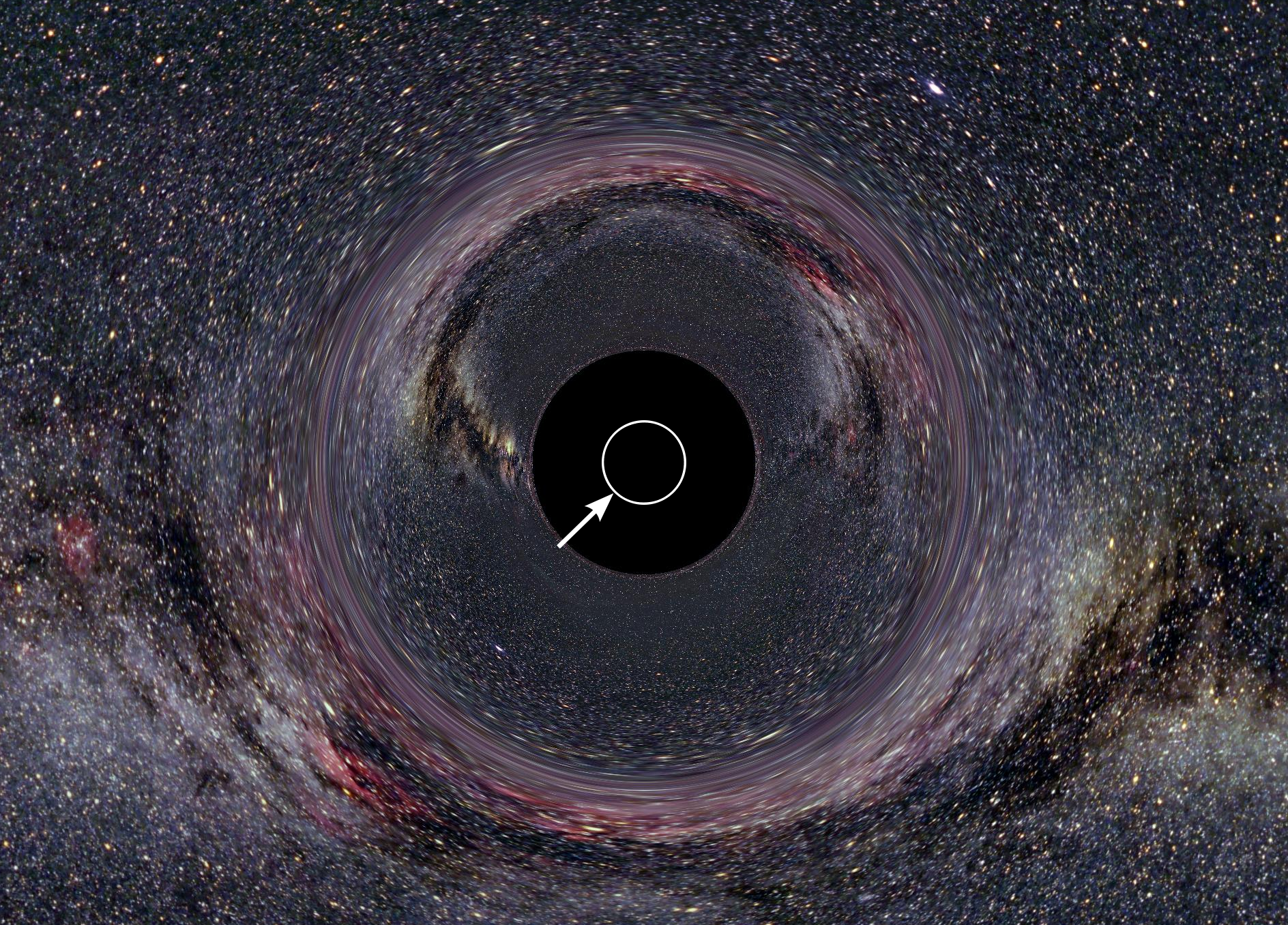
Vue d'artiste de l'horizon des évènements du trou noir supermassif au centre de la Voie lactée.

Pour les articles homonymes, voir Horizon.
Pour un article plus général, voir Trou noir.
En astrophysique, l'horizon d'un trou noir, ou l'horizon des évènements (event horizon en anglais), représente la frontière d'un trou noir à partir de laquelle la vitesse de libération atteint celle de la lumière. Selon le type de trou noir concerné, la taille et la forme de l'horizon seraient variables. Elles seraient en grande partie déterminées par la masse et par le moment cinétique du trou noir.
L'horizon des évènements est une hypersurface à trois dimensions,,, de genre lumière,. Il représente la limite de l'extension spatiale du trou noir, définissant ce qui peut être considéré comme étant sa taille. La région délimitée par l'horizon des évènements diffère ainsi de la singularité gravitationnelle centrale, qui serait d'un rayon nul et d'une densité infinie. Le théorème de Hawking sur la topologie des trous noirs affirme que, dans l'espace-temps à quatre dimensions, asymptotiquement plat et obéissant à la condition d'énergie dominante, l'horizon des évènements d'un trou noir stationnaire a la topologie d'une 2-sphère,.
L'horizon d'un trou noir, sans autre précisons, désigne son « horizon des événements futurs », « futurs » étant souvent omis.
L'expression « horizon des événements » a été introduite par Wolfgang Rindler (1924-2019) en 1956,.

## Types
Selon le théorème de calvitie, les trous noirs peuvent être décrits à partir de trois paramètres : la masse, le moment cinétique et la charge électrique.
Selon ces paramètres, on distingue quatre types de trous noirs : 
- le trou noir de Schwarzschild (moment cinétique et charge électrique nuls) ;
- le trou noir de Reissner-Nordström (moment cinétique nul) ;
- le trou noir de Kerr (charge électrique nulle) ;
- le trou noir de Kerr-Newman.

Le rayon de l'aire de l'horizon d'un trou noir est donné par une fonction dite horizon function, (« fonction d'horizon(s) » en anglais) et notée Δ, (« delta »). Pour le trou noir le plus général, qui est celui de Kerr-Newman, Δ est défini par :
{\displaystyle \Delta \equiv r^{2}-{\frac {2GMr}{c^{2}}}+a^{2}+{\frac {GQ^{2}}{4\pi \epsilon _{0}c^{4}}}},
où :
- {\displaystyle r} est la coordonnées radiale,
- {\displaystyle M} et {\displaystyle Q} sont respectivement la masse et la charge électrique du trou noir,
- {\displaystyle c}, {\displaystyle G} et {\displaystyle \epsilon _{0}} sont respectivement la vitesse de la lumière dans le vide, la constante de la gravitation et la permittivité du vide,

et avec :
{\displaystyle a\equiv {\frac {J}{cM}}},
où {\displaystyle J} est le moment cinétique du trou noir.

### Horizon de Schwarzschild
Le théoricien Karl Schwarzschild a été le premier à étudier sérieusement les trous noirs en tenant compte de la relativité générale. Il a ainsi mathématisé le rayon de Schwarzschild, qui définit le rayon minimum dans lequel une certaine masse doit être confinée afin de créer un trou noir, i.e. le rayon nécessaire pour que la force gravitationnelle engendrée par la masse amène une vitesse de libération égale à la vitesse de la lumière.
Le rayon de Schwarzschild ({\displaystyle Rs}) s'exprime en fonction de la constante gravitationnelle ({\displaystyle G}), de la vitesse de la lumière ({\displaystyle c}) et de la masse ({\displaystyle M}) ainsi :
{\displaystyle R_{s}={\dfrac {2GM}{c^{2}}}}
Ainsi, par exemple, le rayon de Schwarzschild du Soleil correspond à environ 3 km.
Une masse comprimée à son rayon de Schwarzschild continuerait à se comprimer pour former la singularité centrale, laissant derrière un horizon des événements sphérique.

### Horizon du trou noir de Kerr
Selon la relativité générale, un trou noir en rotation entraînerait autour de lui l'espace-temps dans le même sens par effet Lense-Thirring. La région affectée s'appelle l'ergosphère.
Ces effets entraîneraient un horizon ou des horizons des événements chez les trous noirs de la « famille » de Kerr. L'une des possibilités postule l'existence d'un horizon « interne » et d'un horizon « externe ». Ainsi, un rayon lumineux ayant traversé l'horizon externe sans avoir franchi la limite de l'horizon interne serait dans la possibilité d'en ressortir.

## Horizon de Killing
Pour certains trous noirs, les notions d'horizon des événements et d'horizon de Killing sont reliées.
Lorsque l'espace-temps est stationnaire et asymptotiquement plat, l'horizon des événements du trou noir est un horizon de Killing pour un vecteur de Killing. Lorsque l'espace-temps est statique, le vecteur de Killing est celui associé les translations dans le temps à l'infini. Lorsque l'espace-temps n'est pas statique, il doit être axisymétrique avec un vecteur de Killing représentant la rotation. Dans ce cas, l'horizon des événements est un horizon de Killing pour une combinaison linéaire du vecteur du vecteur de Killing et d'une constante qui représentante la rotation du trou noir.
Lorsque l'horizon des événements est un horizon de Killing, il est possible de lui associer un quantité qui est la gravité de surface.

## Effets
Les horizons des différents types de trous noirs entraîneraient divers effets physiques mesurables.

### Effet de marée
Pour un article plus général, voir Force de marée.
Selon la taille de l'horizon et la masse du trou noir, les forces de marée à proximité de l'horizon peuvent être très importantes et amener une « spaghettification » des objets qui l'approchent. 

→ Plus la masse du trou noir est grande, plus l'horizon est grand et plus l'effet de marée serait faible. Inversement, un petit trou noir aura un grand effet de marée au niveau de son horizon.

### Évaporation des trous noirs
Selon la théorie quantique des champs, des paires de particules-antiparticules virtuelles peuvent se créer par fluctuation du vide. En général, ces paires se créeraient et se détruiraient très rapidement. Cependant, si une paire est créée près d'un horizon des évènements, il est possible que l'une des particules soit capturée par le trou noir, l'autre particule étant éjectée dans l'espace extérieur. Dans ce cas, par conservation de l'énergie, le trou noir perdra une partie de sa masse en une sorte « d'évaporation ».

## Censure cosmique
Le théoricien Roger Penrose a postulé qu'il n'existerait pas de singularité gravitationnelle sans horizon des évènements. Il a présenté cette conjecture, dite de la censure cosmique, en 1973.
Selon certains théoriciens, le Big Bang pourrait avoir été créé à partir d'une singularité nue,.